# Roger von Helmarshausen

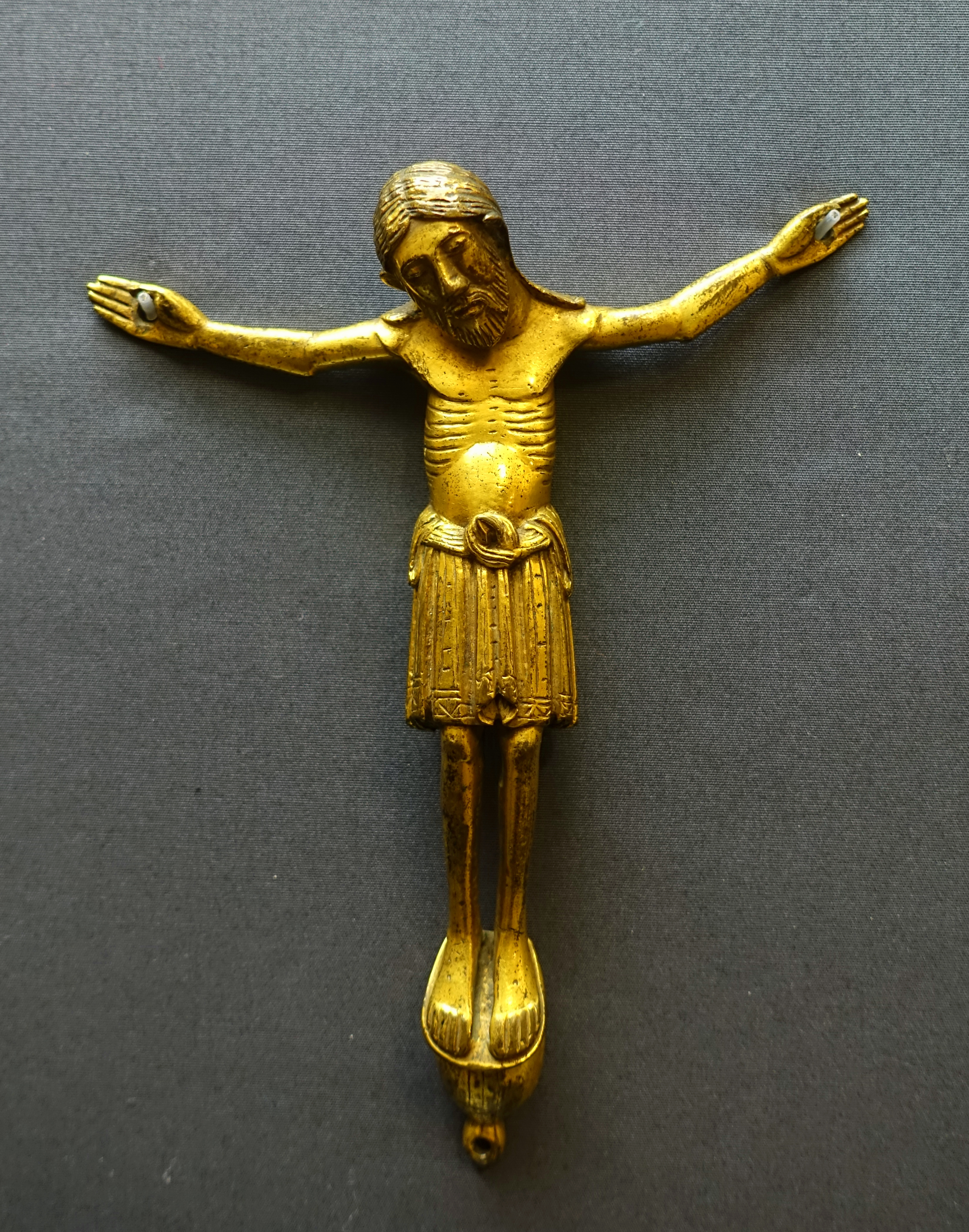
Gekreuzigter von einem Vortragekreuz, vielleicht aus dem Umkreis des Roger von Helmarshausen, 1. H. 12. Jahrhundert, Bronze, Köln, Museum Schnütgen, Inv. Nr. H 72

Roger von Helmarshausen (fl. um 1120–1130) war Benediktiner und Goldschmied.

## Künstlerischer Werdegang
Erste Erwähnung findet Roger in der Abtei Stavelot im Meuse-Tal, einem Zentrum der Maasländischen Kunst. Von 1100 bis 1107 arbeitete er in St. Pantaleon in Köln.
Im Jahr 1107 zog er nach Helmarshausen. Die dort in der Werkstatt hergestellte Schatzkunst gehört zu den herausragenden Stücken der romanischen Kunst. Archivalisch bestätigt hat Roger um 1120–1127 den Tragaltar des Paderborner Bischofs, Heinrichs II. von Werl, heute im Paderborner Domschatz (Inv. Nr. DS2), gefertigt, der Tragaltar aus Kloster Abdinghof (um 1130) und das kupferne Modoaldus-Kreuz werden ebenfalls nach Helmarshausen verortet. „An diesen Werken treten charakteristische Elemente wie der 'parzellierende [in abgegrenzte Flächen einteilende] Stil' der Gewandfalten, Kreuzchenfriese zur Einfassung und Palmettenblätter mit Kreuzfüllung immer wieder auf.“ Die Orientierung in der gegenwärtigen Forschung hat sich von einer mystifizierten Künstlerperson auf die Betrachtung der Werkstattleistung verschoben; dieser sind jedoch im Kern immer noch die oben genannten Hauptwerke zuzuschreiben.
Das Wirken der Werkstatt hatte großen Einfluss auf die Kunst des 12. Jahrhunderts, so etwa bei fragmentarischen Zierplatten von einem Reliquiar (Mitte des 12. Jahrhunderts) aus Kloster Iburg bei Osnabrück. Aus dem nahen Umkreis der Helmarshausener Werkstatt stammen auch die erhaltenen Scheibenkreuze im Hildesheimer Domschatz (um 1120–40), deren stilistische Zuschreibung vor allem über die Ornamente erfolgt.
Eckhard Freise will in einem verschiedenen Mönch Roggerus aus Helmarshausen im Liber vitae (um 1158) des Klosters Corvey, dessen Bildschmuck im Skriptorium von Helmarshausen angefertigt wurde, den berühmten Goldschmied erkannt haben. Die Corveyer notierten im zweiten Teil der Handschrift Namenslisten aus verbrüderten Bischofskirchen und Konventen, so auch von Helmarshausen. Trifft diese Identifizierung zu, muss Roger vor der Zeit um 1158 verstorben sein.

## De diversis artibus –Theophilus Presbyter?
Einige Forscher haben Roger als den Autor des mittelalterlichen Handbuchs De diversis artibus (auch als Schedula diversarum artium bekannt) vorgeschlagen, welches einem Theophilus Presbyter zugeschrieben wurde (so zum Beispiel Albert Ilg (1874) und Charles D. Dowell (1961)). Dieser Identifizierungsvorschlag ist nicht unumstritten, erfuhr jedoch Unterstützung durch Cyril Stanley Smith (1963 und 1974), Lynn White Jr. (1964) und Eckhard Freise (1981).
Zunächst wurde angenommen, dass es sich bei dem Autor der Schrift um einen Goldschmied handeln müsse, da die in den ersten beiden Teilen besprochenen Techniken der Malerei und Glasmalerei eher laienhaft wirken, wohingegen die Ausführungen des dritten Teils zur Goldschmiedekunst wohl informiert sind. Mittlerweile wird auch die Abfassung aller Teile durch eine Einzelperson angezweifelt.